# 野野村正成
野野村正成（—1582年6月21日、舊曆出生年不詳－天正10年6月2日）是日本戰國時代的武將。織田氏家臣。通稱三十郎。

## 生平
野野村正成出身美濃，本是齋藤家的部將，曾經在永祿五年的十四條之戰中討取織田信長的家臣織田廣良。在織田信長打敗齋藤龍興之後投降織田家，被信長任命為馬廻。
天正3年（1575年）的長篠之戰中野野村正成和前田利家、佐佐成政、福富秀勝共同指揮鐵砲隊。天正6年（1578年）時也參加了對有岡城的攻戰（有岡城之戰），並且仲介中川清秀投降織田信長。天正10年（1582年）2月時被派往紀伊擔任對土橋氏戰役的檢使，並前往根来寺、粉河寺向本願寺顯如傳達信長的朱印狀。
同年，在本能寺之變爆發時，跟隨織田信忠在二條城作戰，但仍不敵明智光秀的大軍，戰敗身亡。